# Požár Litomyšle (1775)
V roce 1775 postihl východočeské město Litomyšl rozsáhlý požár, jeden z největších, které zpustošily toto historické město. 
Požár zachvátil na 192 domů ve městě a 100 na předměstí. Zasažen byl i Kostel Nalezení svatého kříže, jemuž shořela střecha, všechny čtyři věže a vnitřní zařízení kostela.